# Europaspiele 2023/Muay Thai
Bei den Europaspielen 2023 wurden erstmals Wettkämpfe im Muay Thai ausgetragen. Insgesamt wurden in zehn Gewichtsklassen Medaillen vergeben, je fünf pro Geschlecht.

## Bilanz

### Medaillenspiegel
| Platz  | Land          | Gold | Silber | Bronze | Gesamt |
| ------ | ------------- | ---- | ------ | ------ | ------ |
| 1      | Ukraine       | 3    | 1      | 2      | 6      |
| 2      | Türkei        | 2    | 2      | 2      | 6      |
| 3      | Polen         | 1    | 2      | 2      | 5      |
| 4      | Belgien       | 1    | 1      | 1      | 3      |
| 5      | Schweden      | 1    | —      | 1      | 2      |
| 6      | Estland       | 1    | —      | —      | 1      |
| 6      | Moldau        | 1    | —      | —      | 1      |
| 8      | Portugal      | —    | 2      | —      | 2      |
| 9      | Tschechien    | —    | 1      | 2      | 3      |
| 10     | Italien       | —    | 1      | —      | 1      |
| 11     | Aserbaidschan | —    | —      | 3      | 3      |
| 12     | Finnland      | —    | —      | 2      | 2      |
| 12     | Frankreich    | —    | —      | 2      | 2      |
| 14     | Armenien      | —    | —      | 1      | 1      |
| 14     | Georgien      | —    | —      | 1      | 1      |
| 14     | Griechenland  | —    | —      | 1      | 1      |
| Gesamt | Gesamt        | 10   | 10     | 20     | 40     |

### Medaillengewinner
Männer
| Disziplin                     | Gold                      | Silber                           | Bronze                                           |
| ----------------------------- | ------------------------- | -------------------------------- | ------------------------------------------------ |
| Leichtgewicht (bis 60 kg)     | Gianny De Leu (BEL)       | Sercan Koç (TUR)                 | Wladyslaw Mykytas (UKR) Narek Chatschikjan (ARM) |
| Weltergewicht (bis 67 kg)     | Ihor Ljubtschenko (UKR)   | Oskar Siegert (POL)              | Sven Linus Bylander (SWE) Xəyal Əliyev (AZE)     |
| Halbmittelgewicht (bis 71 kg) | Oleksandr Jefimenko (UKR) | Gonçalo Noite (POR)              | Messie Kubila (FRA) Jakub Rajewski (POL)         |
| Halbschwergewicht (bis 81 kg) | Artiom Livadari (MDA)     | Jehor Skurichin (UKR)            | Ondrej Malina (CZE) Enis Yunusoğlu (TUR)         |
| Schwergewicht (bis 91 kg)     | Oleh Pryjmatschow (UKR)   | Enrico Pellegrino Pellegri (ITA) | Jakub Klauda (CZE) Kyriakos Bakirtzis (GRE)      |

Frauen
| Disziplin                       | Gold                        | Silber                 | Bronze                                              |
| ------------------------------- | --------------------------- | ---------------------- | --------------------------------------------------- |
| Fliegengewicht (bis 51 kg)      | Gülistan Turan (TUR)        | Roksana Dargiel (POL)  | Anastassija Mychajlenko (UKR) Myriame Djedidi (FRA) |
| Bantamgewicht (bis 54 kg)       | Martyna Kierczyńska (POL)   | Axana Depypere (BEL)   | Ezgi Keleş (TUR) Elene Loladse (GEO)                |
| Federgewicht (bis 57 kg)        | Patricia Axling (SWE)       | Matilde Maria Ro (POR) | Miina Sirkeoja (FIN) Aysu Devrishova (AZE)          |
| Leichtgewicht (bis 60 kg)       | Astrid Johanna Grents (EST) | Kübra Kocakuş (TUR)    | Dominika Filec (POL) Sara Piccirillo (BEL)          |
| Halbweltergewicht (bis 63,5 kg) | Bediha Tacyıldız (TUR)      | Tereza Štechová (CZE)  | Chonlathorn Mingsupphakun (FIN) Emili Rzayeva (AZE) |